# Thelymitra × truncata
Thelymitra × truncata là một loài thực vật có hoa trong họ Lan. Loài này được R.S.Rogers miêu tả khoa học đầu tiên năm 1917.